# Josefsgrund
Josefsgrund, polnisch Józefów ist eine Ortschaft in der Gemeinde Zülz (Biała) im Powiat Prudnicki (Kreis Neustadt O.S.) in der polnischen Woiwodschaft Opole.

## Geographie

### Geographische Lage
Das Straßendorf Josefsgrund liegt im Süden der historischen Region Oberschlesien. Der Ort liegt etwa sechs Kilometer südlich des Gemeindesitzes Zülz, etwa acht Kilometer nordöstlich der Kreisstadt Prudnik und etwa 40 Kilometer südwestlich der Woiwodschaftshauptstadt Opole.
Josefsgrund liegt in der Nizina Śląska (Schlesische Tiefebene) innerhalb der Płaskowyż Głubczycki (Leobschützer Lößhügelland). Josefsgrund liegt an der stillgelegten Bahnstrecke der Neustadt-Gogoliner Eisenbahn.

### Ortsteile
Zu Josefsgrund gehört der Weiler Neuhof (Józefówek).

### Nachbarorte
Nachbarorte von Josefsgrund sind im Westen der Weiler Dobroszewice (Eloisenhof), im Norden Zülz, im Nordosten Olbersdorf (Olbrachcice), im Osten Słoków (Schlogwitz), im Süden Olszynka (Ellsnig) und im Südwesten Lubrza (Leuber).

## Geschichte

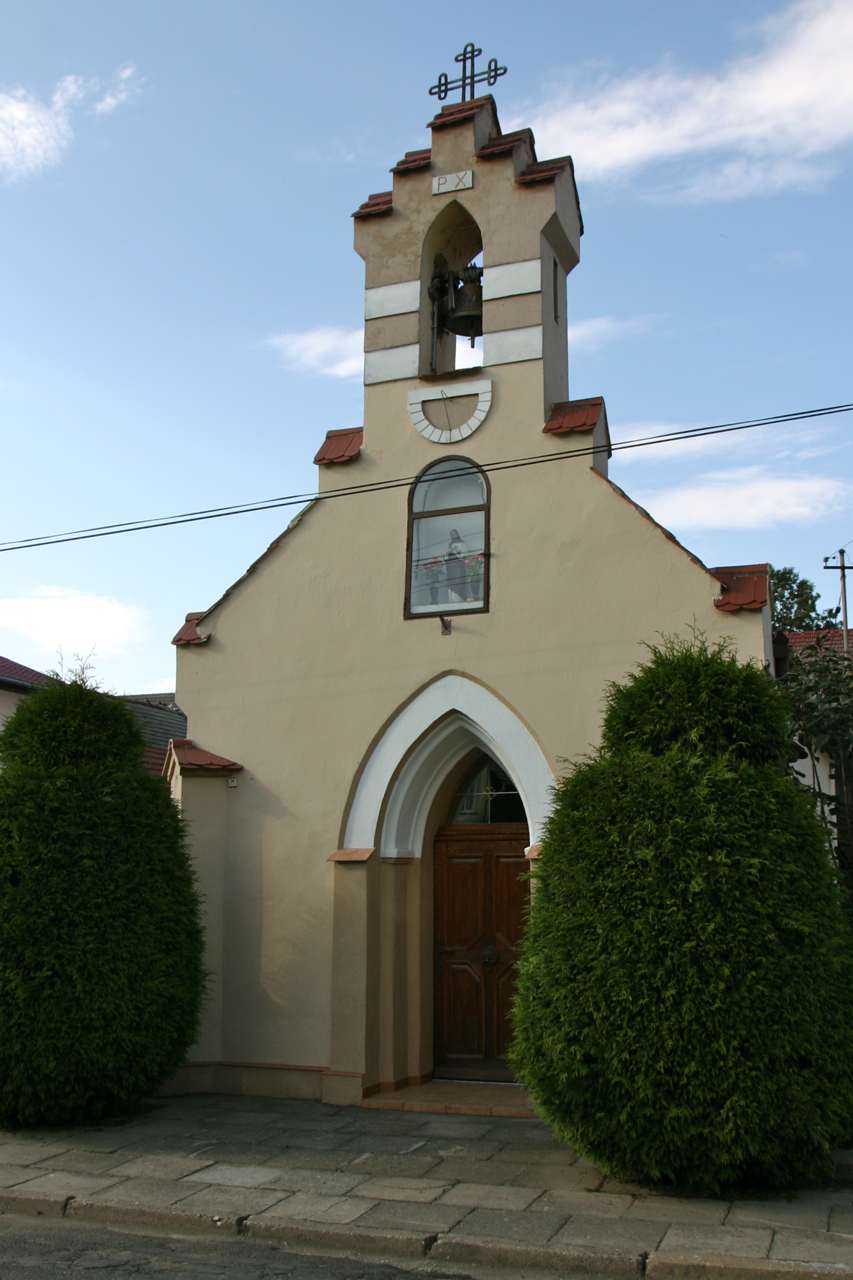
Kapelle

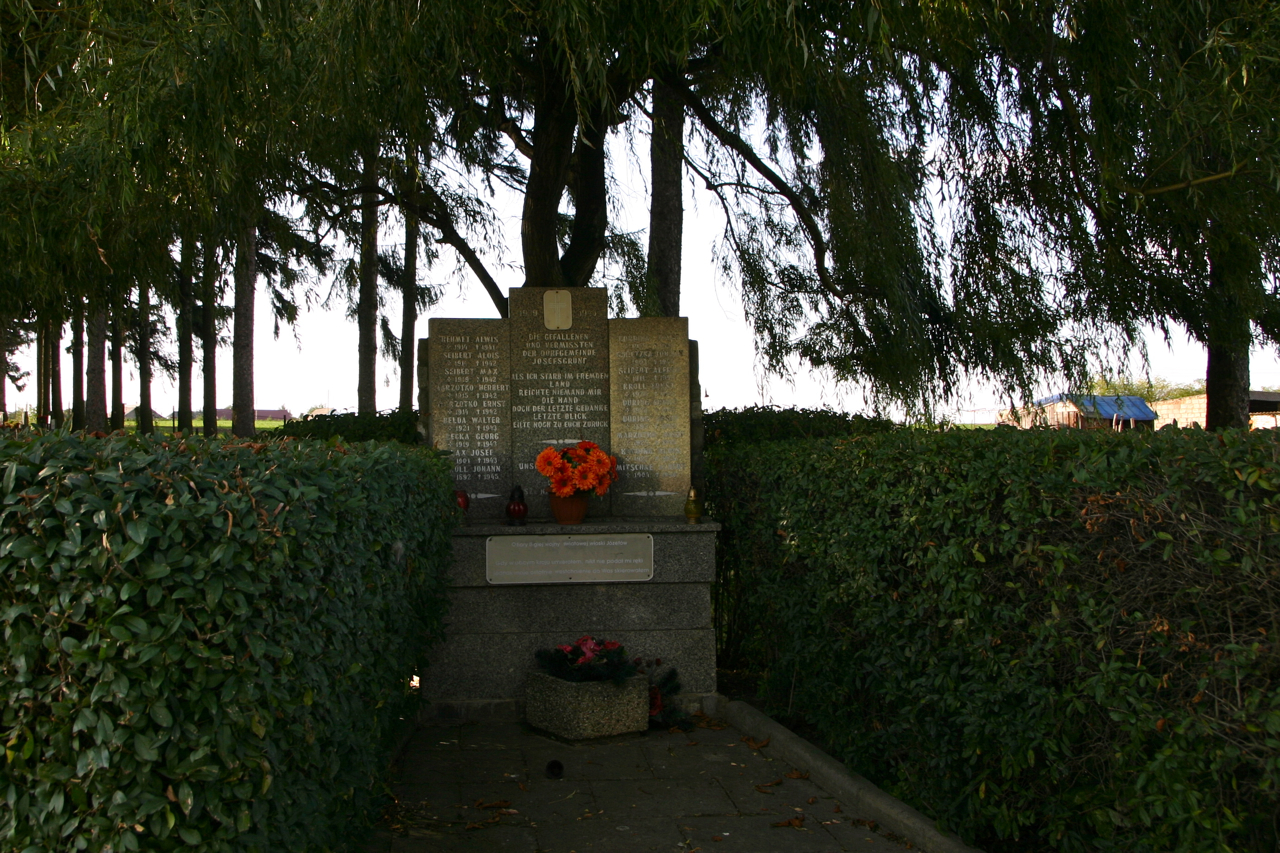
Gefallenendenkmal

Der Ort wurde im 18. Jahrhundert gegründet und 1784 erstmals urkundlich erwähnt.
Nach der Neuorganisation der Provinz Schlesien gehörte die Landgemeinde Josefsgrund  ab 1816 zum Landkreis Neustadt O.S. im Regierungsbezirk Oppeln. 1845 bestanden im Dorf 15 Häuser. Im gleichen Jahr lebten in Josefsgrund 88 Menschen, allesamt katholisch. 1855 lebten 99 in Josefsgrund. 1865 bestanden im Ort zehn Gärtnerstellen und zwölf Häuslerstellen. 1874 wurde der Amtsbezirk Radstein gegründet, welcher aus den Landgemeinden EEllsnig und Josephsgrund und dem Gutsbezirk Ellsnig bestand. 1885 zählte Josefsgrund 177 Einwohner.
Bei der Volkszählung 1910 hatte Josefsgrund 184 Einwohner, davon 33 deutscher und 151 polnischer Muttersprache. Trotz der polnischsprachigen Bevölkerungsmehrheit lag Josefsgrund außerhalb des Abstimmungsgebietes bei der Volksabstimmung in Oberschlesien am 20. März 1921 über die weitere staatliche Zugehörigkeit. Die Nachbarorte, die an der Abstimmung teilnehmen konnten, stimmten jedoch wie auch der gesamte Stimmkreis Neustadt O.S. mit großer Mehrheit für einen Verbleib bei Deutschland. 1933 lebten im Ort 178 Einwohner. 1939 hatte der Ort 156 Einwohner. Bis 1945 befand sich der Ort im Landkreis Neustadt O.S.
1945 kam der bisher deutsche Ort unter polnische Verwaltung und wurde in Józefów umbenannt und der Woiwodschaft Schlesien angeschlossen. 1950 kam der Ort zur Woiwodschaft Opole und seit 1999 gehört er zum Powiat Prudnicki. Am 6. März 2006 wurde in der Gemeinde Zülz, der Josefsgrund angehört, Deutsch als zweite Amtssprache eingeführt. Am 24. November 2008 erhielt der Ort zusätzlich den amtlichen deutschen Ortsnamen Josefsgrund. 2011 lebten 114 Menschen im Ort.

## Sehenswürdigkeiten und Denkmale
- Kapelle
- Denkmal für die Gefallenen des Zweiten Weltkriegs
- Grabmal gefallener deutscher Soldaten

## Vereine
- Freiwillige Feuerwehr Józefów